# Crnogorska vaterpolska prvenstva
Popis osvajača crnogorskih vaterpolskih prvenstava. 

## Prvaci
- 2006/07. Primorac
- 2007/08. Primorac
- 2008/09. Jadran (HN)
- 2009/10. Jadran (HN)
- 2010/11. Budvanska rivijera